# Derthona Foot Ball Club 1931-1932
Questa pagina raccoglie le informazioni riguardanti il Derthona Foot Ball Club nelle competizioni ufficiali della stagione 1931-1932.

## Stagione
Nella stagione 1931-1932 il Derthona ha disputato il girone D del campionato di Prima Divisione ottenendo il sesto posto della classifica con 32 punti.

## Rosa
| N. |                   | Ruolo | Calciatore          |
| -- | ----------------- | ----- | ------------------- |
|    | Italia (bandiera) | P     | Alfredo Sacchi      |
|    | Italia (bandiera) | D     | Marco Cignoli       |
|    | Italia (bandiera) | D     | Carlo Minestrelli   |
|    | Italia (bandiera) | D     | Giovanni Nizzi      |
|    | Italia (bandiera) | D     | Armando Passalacqua |
|    | Italia (bandiera) | D     | Pietro Rolando      |
|    | Italia (bandiera) | C     | Mario Amici (II)    |
|    | Italia (bandiera) | C     | Marziano Barbieri   |
|    | Italia (bandiera) | A     | Giovanni Chiesa     |

| N. |                   | Ruolo | Calciatore           |
| -- | ----------------- | ----- | -------------------- |
|    | Italia (bandiera) | C     | Pietro Bonelli       |
|    | Italia (bandiera) | C     | Pietro Poccardi      |
|    | Italia (bandiera) | A     | Aldo Croce           |
|    | Italia (bandiera) | A     | Carlo Crotti         |
|    | Italia (bandiera) | A     | Carlo Gianelli (I)   |
|    | Italia (bandiera) | A     | Pressalo             |
|    | Italia (bandiera) | A     | Giuseppe Spinola     |
|    | Italia (bandiera) | A     | Domenico Taverna (I) |